# 13 d'abril
El 13 d'abril és el cent tresè dia de l'any del calendari gregorià i el cent quatrè en els anys de traspàs. Queden 262 dies per a finalitzar l'any.

## Esdeveniments
Països Catalans
- 1766 - Elx, Baix Vinalopó: les autoritats derroten una revolta antisenyorial.[1]
- 1956 - Girona: S'inaugura l'Hospital Universitari de Girona Doctor Josep Trueta, encara amb el nom de Residencia Sanitaria de la Seguridad Social de Gerona.
- 1976 - València: s'hi constitueix la Taula de Forces Polítiques i Sindicals del País Valencià.

Resta del món
- 1742 - Dublín (Irlanda): Estrena de l'oratori El Messies de George Friedrich Haendel.[2]
- 1796 - Millesimo (Ligúria, Itàlia): els revolucionaris francesos guanyaren la batalla de Millesimo en el marc de la guerra de la Primera Coalició.
- 1861 - Batalla de Fort Sumter en el si de la Guerra Civil dels Estats Units.[3]
- 1936 - França: Gwenn ha Du va explotar quatre prefectures en el 20è aniversari de l'Aixecament de Pasqua.
- 1941 - Moscou (Rússia): tractat de neutralitat entre el Japó i la URSS.[4]
- 1970 - Cap Canaveral, Estats Units: L'Apollo 13 sofreix un accident dos dies després d'enlairar-se: «Houston, hem tingut un problema». La tripulació aconseguirà fer tornar la nau a la Terra en un èpic retorn.[5]
- 1985 - Växjö (Suècia): Hans Runesson fa la fotografia anomenada La dona de la bossa de mà.[6]
- 1986 - Roma: El papa Joan Pau II es converteix en el primer papa que visita una sinagoga, en aquest cas la de Roma.[7]
- 2002 - Veneçuela: un ampli moviment popular enderroca la dictadura instaurada dos dies abans i força la recuperació de la institucionalitat democràtica.
- 2011 - El Parlament de Catalunya debat i sotmet a votació per primer cop a la seva història la Independència de Catalunya (vegeu Llei de Declaració d'Independència (de Catalunya).

## Naixements
Països Catalans
- 1858 - Barcelona: Concepció Ginot i Riera, pianista, professora de música i compositora catalana.[8]
- 1876 - Palma: Pilar Montaner i Maturana, pintora mallorquina.[9]
- 1889 - València: María Sorolla, pintora valenciana.[10]
- 1901 - Barcelona, Província de Barcelona: Josep Amat i Pagès, pintor català.[11]
- 1928 - Barcelona: José Agustín Goytisolo i Gay, poeta català en llengua castellana.[12]
- 1965 - València: Asunción Quinzá Alegre, advocada i política valenciana, ha estat diputada a les Corts Valencianes.[13]
- 1974 - Sant Joan, Mallorca: Pilar Sansó Fuster, política mallorquina, diputada al Parlament de les Illes Balears en la VIII legislatura.[14]
- 1978 - la Pobla de Segur: Carles Puyol, capità del Futbol Club Barcelona.[15]
- 1985 - Sant Pere de Ribes, Garraf: Beatriz de Mora Solorzano, jugadora de corfbol catalana.[16]

Resta del món
- 1519, Florència: Caterina de Mèdici, reina de França (m. 1589).[17]
- 1648, Montargis: Madame Guyon, escriptora, mística i heretge francesa.[18]
- 1743 - Thomas Jefferson, tercer president dels Estats Units d'Amèrica[19]
- 1816 - Sheffield (Anglaterra): William Sterndale Bennett, compositor i organista anglès[20]
- 1828 - Glendale, Regne Unit: Josephine Butler, feminista i reformista social britànica.[21]
- 1864 - Viena: Berta Zuckerkandl-Szeps, escriptora, periodista, crítica i salonnière austríaca (m. 1945).[22]
- 1868 - Gransee, Alemanya: Maria Emilie Snethlage, naturalista i ornitòloga alemanya-brasilera
- 1869:
  - Cumberland: Isabel Maddison, matemàtica britànica coneguda pel seu treball amb equacions diferencials.[23]
  - Portland, Victòria, Austràlia: Vida Goldstein, va ser una dona política australiana, pionera del moviment feminista i sufragista d'aquest país[24]
- 1901 - París, França: Jacques Lacan, psiquiatre i psicoanalista francès[25]
- 1906 - Dublín, Irlanda: Samuel Beckett, escriptor irlandès[26]
- 1909 - Jackson (Mississipi), EUA: Eudora Welty, escriptora nord-americana guanyadora del Premi Pulitzer d'Obres de Ficció l'any 1973[27]
- 1921:
  - Rio de Janeiro: Dona Ivone Lara, cantant i compositora brasilera[28]
  - Scheveningen, la Haia: Hans Heinrich von Thyssen-Bornemisza de Kászon, II baró Thyssen-Bornemisza, va ser un notable industrial i col·leccionista d'art[29]
- 1922 - Butiama, Territori de Tanganyika: Julius Nyerere, professor i polític que fou president de Tanzània[24]
- 1925 - Córdoba, Argentina: Hilda Dianda, compositora argentina.
- 1928 - Madrid: Matilde Conesa Valls, actriu de veu espanyola, molt popular a la ràdio dels anys seixanta[30]
- 1931 - Montecosaro, Marques: Anita Cerquetti, soprano dramàtica italiana[31]
- 1938 - Brăila, Romania: Catalina Buzoianu, directora i pedagoga teatral romanesa[32]
- 1939, Castledawson, Irlanda del Nord: Seamus Heaney, poeta i escriptor irlandès, Premi Nobel de Literatura de 1995[33]
- 1940 - Niça, França: Jean-Marie Gustave Le Clézio, escriptor francès, Premi Nobel de Literatura del 2008.[34]
- 1941: 
  - Nova York, EUA: Michael Stuart Brown, metge i genetista nord-americà, Premi Nobel de Medicina o Fisiologia de l'any 1985.[35]
  - Blackwood, Caerffili, Regne Unit: Margaret Price, soprano gal·lesa[36]
- 1948: Michael Hammer: enginyer nord-americà, un dels fundadors de la teoria de gestió de la reenginyeria de processos d'empresarials.
- 1951 - Tirana: Diana Çuli, escriptora, periodista, activista, política albanesa.
- 1953 - Amiens: Brigitte Trogneux, professora de literatura i esposa d'Emmanuel Macron.[37]
- 1963 - Garri Kaspàrov, jugador d'escacs rus (soviètic fins al 1991).[38]
- 1988 - Madrid: Rita Maestre, política i activista espanyola, regidora del seu Ajuntament.[39]

## Necrològiques
Països Catalans
- 1983 - Girona: Mercè Rodoreda, escriptora en català catalana.[40]
- 1985 - Barcelona: Josep Maria Jofresa Puig, va ser un jugador de bàsquet català.
- 2003 - Sant Andreu de Sureda, Vallespir: Jean Petit, defensor de les llengües minoritzades a França.
- 2019 - Els Guiamets: Neus Català i Pallejà, fou supervivent del camp de concentració nazi de Ravensbrück i activista de la memòria històrica.[41]
- 2020 - Gavà: Boi Alavedra, futbolista català (n. 1944).
- 2022 - Barcelona: Jorge Trías Sagnier, advocat i polític català (n. 1948).

Resta del món
- 1592 - Florència: Bartolomeo Ammannati, arquitecte i escultormanierista italià (n. 1511).[42]

- 1716 - Altenburg (Ducat de Saxònia-Altenburg): Christian Friedrich Witt, compositor alemany barroc (n. 1660).
- 1886 - La Haia: Anna-Louisa-Geertruida Bosboom-Toussaint, escriptora neerlandesa.[43]
- 1899 - París: Felipe Arroyo Roxas, pintor (n. 1840).
- 1908 - Christiania: Aasta Hansteen, pintora, escriptora i feminista noruega (n. 1824).[44]
- 1912 - Tòquio (Japó): Ishikawa Takuboku, poeta japonès, considerat un dels mestres del tanka (n. 1886).[45]
- 1916 - Milà: Carlo Carrà, pintor italià, màxim exponent del futurisme pictòric (n. 1881).[46]
- 1918 - Krasnodar, Rússia: Lavr Kornílov fou un general de l'exèrcit rus (n. 1870).[47]
- 1941 - Cambridge, Massachusetts: Annie Jump Cannon, astrònoma estatunidenca fonamental per a la classificació estel·lar (n. 1863).[48]
- 1944 - Montecarlo, Mònaco: Cécile Chaminade, pianista i compositora francesa (n. 1857).[49]
- 1956 - Sevilla: Blanca de los Ríos Nostench, escriptora, pintora i editora espanyola (n. 1859).[50]
- 1965 - Santiago de Xile: Matilde Huici Navaz, mestra, advocada i pedagoga espanyola, exiliada a Xile (n. 1890).[51]
- 1978 - Lagos, Nigèria Funmilayo Ransome-Kuti, feminista nigeriana.[52]
- 1980 - Arles, França: Josep Ester Borràs, líder de la Confederació Nacional del Treball.
- 2006 - Florència: Muriel Spark, novel·lista i crítica literària escocesa  (n. 1918).[53]
- 2014 - Roma: Emma Castelnuovo, matemàtica i pedagoga italiana (n. 1913).[54]
- 2015 - 
  - Lübeck, Alemanya: Günter Grass, escriptor alemany, Premi Nobel de Literatura 1999 (n. 1927).[55]
  - Montevideo: Eduardo Galeano, periodista i escriptor uruguaià (n. 1940).[56]
- 2019 - Nova York (EUA): Paul Greengard, metge estatunidenc, Premi Nobel de Medicina o Fisiologia de l'any 2000 (n. 1925).[57]
- 2020 - Fontenay-lès-Briis: Sarah Maldoror, directora de cinema francesa, pionera del cinema panafricà (n. 1929).[58]
- 2022 - Palerm: Letizia Battaglia, fotògrafa i fotoperiodista italiana, coneguda pel seu treball sobre la Màfia (n. 1935).[59]
- 2023 - Farley Green: Mary Quant, dissenyadora de moda britànica, inventora de la minifaldilla (n. 1934).

## Festes i commemoracions
- Onomàstica: sants Hermenegild; sant Martí I, papa; Agatònica, Pàpil, Carpus i Agatodor de Pèrgam, màrtirs; santa Margarida de Città di Castello;[60] venerable Giacomo Antonio Morigia, cofundador dels barnabites; servent de Déu Manuel García Nieto, jesuïta; serventa de Déu Àngela Maria de la Concepció, fundadora de les Trinitàries Recol·lectes.